# Pecan Pie (court métrage)
Pour les articles homonymes, voir Pecan Pie.
Pour plus de détails, voir Fiche technique et Distribution.
Pecan Pie est un film américain de deux minutes réalisé en 2003 par Michel Gondry, avec Jim Carrey et le duo Éric et Ramzy.
Ce court métrage, quasiment muet, a été réalisé lors d'une pause sur le tournage de Eternal Sunshine of the Spotless Mind (2004). Le 25 octobre 2014, Jim Carrey interprète en clin d’œil Pecan Pie durant l'introduction du show Saturday Night Live.

## Synopsis
Un conducteur en pyjama (Jim Carrey) roule sur l'autoroute à bord d'une « voiture-lit » en chantant en playback Pecan pie d'Elvis Presley. Il s'arrête faire le plein dans une station-service où il est servi par deux pompistes (Éric et Ramzy).

## Fiche technique
- Titre : Pecan Pie
- Réalisation : Michel Gondry
- Scénario : Michel Gondry
- Pays :  États-Unis
- Genre : Comédie et film musical
- Durée : 2 minutes
- Dates de sortie : 
  - États-Unis : 28 septembre 2004

## Distribution
- Jim Carrey : le conducteur
- Éric Judor : un employé de la station-service
- Ramzy Bedia : un employé de la station-service